# Fonctionnalité en ligne GameCube
 (novembre 2023).
La mise en forme du texte ne suit pas les recommandations de Wikipédia : il faut le « wikifier ».
Les points d'amélioration suivants sont les cas les plus fréquents. Le détail des points à revoir est peut-être précisé sur la page de discussion.
- Les titres sont pré-formatés par le logiciel. Ils ne sont ni en capitales, ni en gras.
- Le texte ne doit pas être écrit en capitales (les noms de famille non plus), ni en gras, ni en italique, ni en « petit »…
- Le gras n'est utilisé que pour surligner le titre de l'article dans l'introduction, une seule fois.
- L'italique est rarement utilisé : mots en langue étrangère, titres d'œuvres, noms de bateaux, etc.
- Les citations ne sont pas en italique mais en corps de texte normal. Elles sont entourées par des guillemets français : « et ».
- Les listes à puces sont à éviter, des paragraphes rédigés étant largement préférés. Les tableaux sont à réserver à la présentation de données structurées (résultats, etc.).
- Les appels de note de bas de page (petits chiffres en exposant, introduits par l'outil «  Source ») sont à placer entre la fin de phrase et le point final[comme ça].
- Les liens internes (vers d'autres articles de Wikipédia) sont à choisir avec parcimonie. Créez des liens vers des articles approfondissant le sujet. Les termes génériques sans rapport avec le sujet sont à éviter, ainsi que les répétitions de liens vers un même terme.
- Les liens externes sont à placer uniquement dans une section « Liens externes », à la fin de l'article. Ces liens sont à choisir avec parcimonie suivant les règles définies. Si un lien sert de source à l'article, son insertion dans le texte est à faire par les notes de bas de page.
- La présentation des références doit suivre les conventions bibliographiques. Il est recommandé d'utiliser les modèles {{Ouvrage}}, {{Chapitre}}, {{Article}}, {{Lien web}} et/ou {{Bibliographie}}. Le mode d'édition visuel peut mettre en forme automatiquement les références.
- Insérer une infobox (cadre d'informations à droite) n'est pas obligatoire pour parachever la mise en page.

Pour une aide détaillée, merci de consulter Aide:Wikification.
Si vous pensez que ces points ont été résolus, vous pouvez retirer ce bandeau et améliorer la mise en forme d'un autre article.
 (novembre 2023).

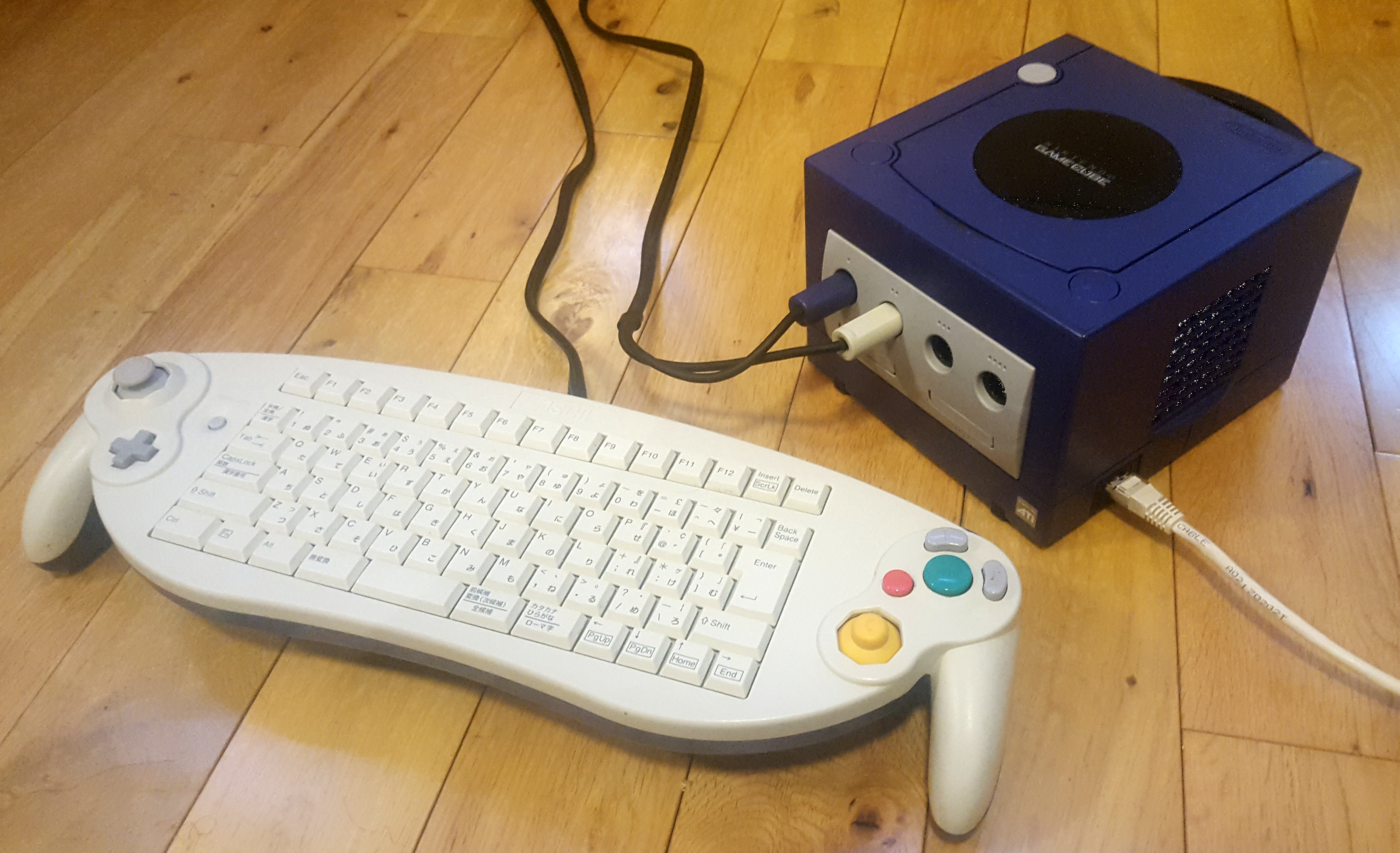
Un GameCube avec un adaptateur haut débit installé et un câble Ethernet connecté. ASCII Corporation a produit un contrôleur de clavier pour aider les joueurs à communiquer dans Phantasy Star Online.

La GameCube est l'une des consoles de jeux vidéo de salon produites par Nintendo, faisant partie de la sixième génération de consoles de jeux vidéo. Bien que les consoles concurrentes, telles que la PlayStation 2 et la Xbox, offraient un large éventail de jeux en ligne, la GameCube n'en proposait que huit, prenant en charge les fonctionnalités Internet ou un réseau local (LAN). Contrairement à ses concurrents, Nintendo n'a jamais mis en place de serveurs ou de services Internet pour interagir avec la console. Au lieu de cela, la société a autorisé d'autres éditeurs à le faire, les chargeant de gérer les expériences en ligne de leurs propres jeux. Tout au long de la durée de vie de la GameCube, Nintendo est resté prudent quant à sa stratégie en ligne, malgré l'intérêt croissant des joueurs et le succès du service en ligne Xbox Live de Microsoft. Des dirigeants de l'entreprise tels que Shigeru Miyamoto et Satoru Iwata ont fondé leur position sur la volonté de maintenir un contrôle strict sur la qualité de leurs jeux, exprimant des doutes quant à la disposition des joueurs à payer des frais d'abonnement.
Pour jouer à des jeux GameCube en réseau, il est nécessaire d'utiliser un adaptateur haut débit ou un modem officiel, car la console n'est pas dotée de capacités réseau intégrées. Seuls trois jeux de rôle (RPG) de la série Phantasy Star de Sega, sortis dans les territoires occidentaux, sont jouables en ligne. Au Japon, un RPG en ligne exclusif intitulé Homeland et un jeu de baseball, bien qu'incompatible avec le jeu en ligne, offrent un accès à du contenu téléchargeable. Nintendo a également publié trois jeux de course limités à la connectivité LAN : 1080° Avalanche, Kirby Air Ride et Mario Kart : Double Dash !!. Par la suite, des passionnés ont développé un logiciel PC capable de rediriger le trafic du réseau local de la GameCube vers Internet, ainsi que des serveurs privés pour maintenir la prise en charge des jeux Phantasy Star.

## Histoire

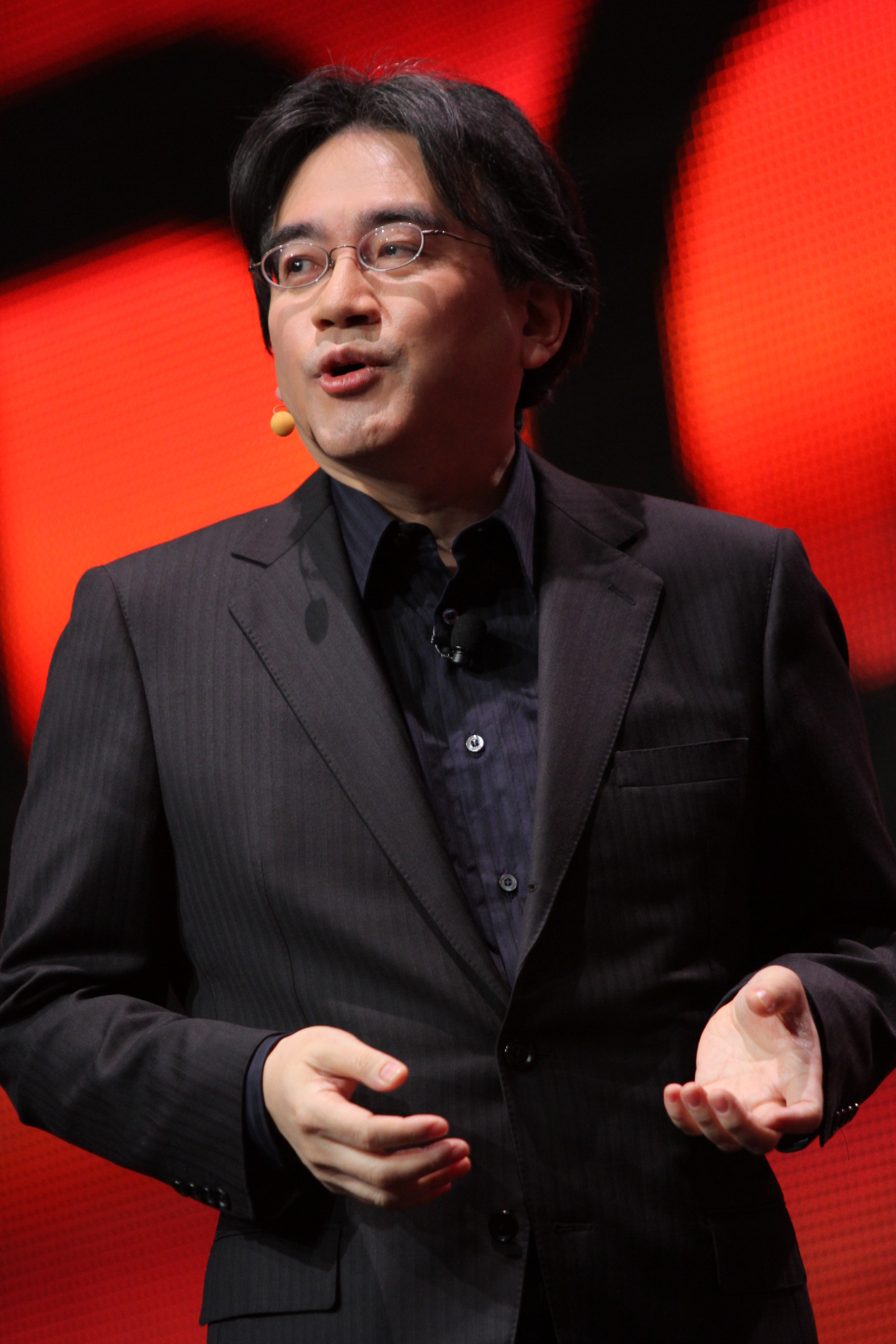
Satoru Iwata était à l'aise avec la stratégie hors ligne de Nintendo et ne voyait pas de bénéfices durables sur le marché des jeux en ligne.

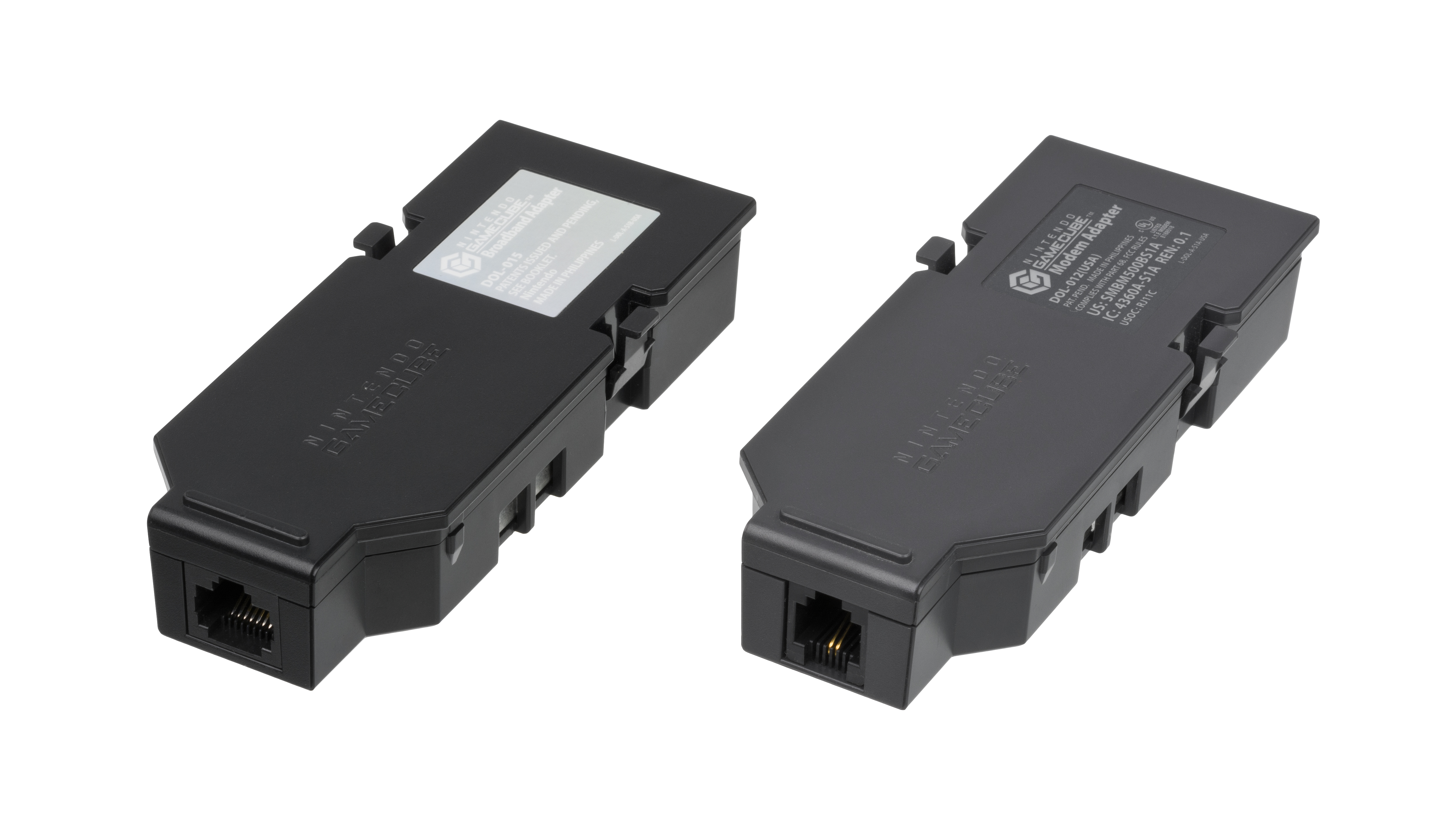
L'adaptateur haut débit officiel et les accessoires pour modem commuté

Avant l'avènement du GameCube, Nintendo avait déjà exploré la connectivité réseau à travers trois accessoires exclusivement lancés au Japon pour la Famicom, la Super Famicom et la Nintendo 64. En 1988, pour la Famicom, ils avaient introduit le Family Computer Network System, un dispositif qui faisait office de modem. Cela permettait aux joueurs d'accéder à diverses fonctionnalités telles que les prévisions météorologiques, la bourse et même de parier sur des courses de chevaux. À la suite de cette expérience, Nintendo a conçu le Satellaview pour la Super Famicom, un périphérique équipé d'un modem satellite. Ce modem interagissait avec une constellation de satellites BS qui relayaient des informations depuis des serveurs hébergés par la société de radio satellite St.GIGA. Grâce à ce service, les joueurs pouvaient profiter d'un accès à des jeux exclusifs, des magazines et d'autres téléchargements. Toutefois, en 1999, Nintendo a mis fin à sa collaboration avec St.GIGA. En poursuivant son exploration de la connectivité en ligne, Nintendo s'est associé à Recruit pour créer un nouveau service en ligne appelé Randnet, destiné au 64DD, un périphérique d'extension à lecteur de disque magnétique pour la Nintendo 64. Randnet offrait aux joueurs l'accès à des forums de discussion communautaires et à un navigateur Web pour surfer sur Internet,.
En 1999, une source anonyme chez Nintendo of America a déclaré : "La connectivité est en tête de liste pour la nouvelle console.", Cette déclaration faisait référence au prototype N2000, qui deviendra plus tard le GameCube. Le 28 août 1999, Shigeru Miyamoto, directeur général de Nintendo Entertainment Analysis and Development (EAD), a également exprimé que le projet Dolphin (le nom de code du GameCube) nécessitait un certain type de communication réseau, soulignant son importance croissante dans le domaine du divertissement.Cependant, malgré cette reconnaissance de l'importance de la connectivité, Miyamoto a indiqué que Nintendo n'avait pas de véritable motivation à s'engager de manière significative dans le secteur de l'Internet. Il a souligné que Nintendo avait une responsabilité envers les familles, mettant en avant l'importance que les parents puissent toujours se sentir en sécurité lorsque leurs enfants jouent aux produits Nintendo. Miyamoto a ajouté qu'il ne pensait pas que les capacités réseau seraient un élément essentiel de leur prochaine console à venir.
Le 9 février 2000, Miyamoto a exprimé son intérêt pour les jeux en ligne, mais il a souligné que Nintendo ne s'engagerait dans cette voie que s'ils pouvaient développer une approche unique de l'idée, plutôt que de suivre simplement la tendance. Lors de l'E3 2001, tout en présentant les accessoires réseau et le jeu Phantasy Star Online, Satoru Iwata, directeur et directeur général de Nintendo, a déclaré que l'entreprise avait suffisamment confiance en sa stratégie hors ligne pour ne pas explorer sérieusement les possibilités du jeu en ligne. Il a affirmé que Nintendo construirait un réseau pour soutenir un public mondial s'il parvenait à le rendre rentable. Cependant, il a exprimé des doutes quant à la viabilité du jeu en ligne en tant que modèle commercial à long terme pour l'entreprise, en citant les coûts d'abonnement comme prohibitifs pour fidéliser une clientèle stable. Le 8 juin 2000, le président de Nintendo, Hiroshi Yamauchi, a annoncé : "Nous prévoyons de lancer une activité sur Internet en mars ou avril prochain. La première étape sera la vente en ligne d'un tout nouveau type de cartes Pokémon." Cette déclaration souligne l'intérêt de Nintendo pour les possibilités offertes par Internet, bien que la direction de l'entreprise ait exprimé des réserves quant à une immersion totale dans le marché du jeu en ligne.
Nintendo a adopté une approche prudente et concise dans sa stratégie en ligne tout au long de la durée de vie du système GameCube, pendant que ses concurrents, Microsoft et Sony, développaient activement leurs activités de jeux en ligne. Quelques mois après le lancement de la console, Nintendo a annoncé qu'elle explorait des projets en ligne en interne, mais qu'elle n'avait pas l'intention de faire de démonstration publique. À peu près à la même époque, Shigeru Miyamoto a renforcé sa position défavorable à l'égard des jeux en ligne, exprimant des préoccupations quant à la capacité de Nintendo à dicter la vision de ses jeux et à garantir leur qualité dans un environnement en ligne. De plus, il a exprimé des doutes quant à la volonté des joueurs de payer des frais mensuels pour accéder à des services en ligne. Cette position a contribué à façonner la stratégie conservatrice de Nintendo en matière de jeux en ligne tout au long de la période du GameCube.

## Matériel
Nintendo a introduit deux accessoires réseau pour le GameCube en octobre 2002, fabriqués par Conexant : l'adaptateur haut débit (un adaptateur réseau) et l'adaptateur modem (un modem commuté 56k),. Ces adaptateurs s'insèrent dans le "port série 1" situé sous le GameCube. L'adaptateur haut débit est spécifiquement conçu pour des vitesses Internet plus rapides et ajoute une prise Ethernet sur le côté de la console, tandis que l'adaptateur modem intègre une prise téléphonique et fonctionne via une connexion commutée,. Les deux adaptateurs sont compatibles avec des jeux tels que Phantasy Star Online et Jikkyō Powerful Pro Yakyū. Cependant, l'adaptateur haut débit est requis pour les jeux en mode LAN uniquement, ainsi que pour Homeland,. Afin de faciliter la communication dans Phantasy Star Online, la société ASCII Corporation a également lancé un contrôleur prolongé doté d'un clavier complet au centre, offrant aux joueurs une solution pratique pour la saisie de texte.

### Étoile fantastique en ligne
Le tout premier jeu GameCube offrant un accès à Internet était Phantasy Star Online Épisode I & II, un jeu de rôle (RPG) développé par Sonic Team et édité par Sega. Ce jeu, initialement lancé sur Dreamcast en 2000, a été porté sur GameCube en 2002 avec l'ajout de contenu supplémentaire,. Les serveurs de jeu étaient gérés par Sega, et pour accéder au mode multijoueur en ligne, les joueurs devaient s'acquitter d'un abonnement mensuel de 8,95 USD. En 2003, Sega a publié une version améliorée intitulée Phantasy Star Online Épisode I & II Plus, qui introduisait des quêtes supplémentaires pour le mode hors ligne, à l'origine exclusives au mode en ligne. Une suite a également été publiée en 2003 sous le nom de Phantasy Star Online Épisode III : CARD Revolution. Ce jeu offrait également des modes en ligne, proposant des batailles RPG au tour par tour jouables de manière compétitive sur Internet. Les serveurs officiels de Phantasy Star Online ont été fermés le 31 mars 2007. Cependant, les trois jeux peuvent toujours être joués en ligne grâce à des serveurs privés gérés par des fans,.

### Jeux en réseau
Nintendo a lancé trois jeux de course offrant des modes multijoueur en réseau local : 1080° Avalanche, Kirby Air Ride et Mario Kart : Double Dash !! Lorsque vous jouez sur un réseau local, plusieurs systèmes peuvent être connectés via un hub Ethernet partagé, ou deux systèmes peuvent être reliés directement l'un à l'autre avec un câble croisé. 1080° Avalanche et Kirby Air Ride prennent en charge jusqu'à quatre joueurs sur quatre consoles. Si deux consoles sont utilisées, jusqu'à deux joueurs peuvent jouer sur chaque système. Si trois ou quatre consoles sont utilisées, un seul joueur peut jouer par système,. En ce qui concerne Mario Kart, jusqu'à 16 joueurs peuvent jouer simultanément sur huit consoles, avec deux joueurs contrôlant chaque kart. Lorsque deux consoles sont utilisées, jusqu'à quatre joueurs peuvent jouer par console, chaque joueur contrôlant son propre kart. Si plus de deux consoles sont utilisées, seuls deux joueurs peuvent jouer en coopération sur chaque système, incarnant deux personnages partageant un kart. Bien que ces jeux ne prennent pas en charge le jeu en ligne de manière native, des passionnés ont développé des applications tierces pour PC qui canalisent le trafic réseau du GameCube sur Internet, telles que Warp Pipe et XLink Kai,,.

### Exclusivités japonaises
En 2005, le Japon a été le bénéficiaire d'un RPG en ligne exclusif développé par Chunsoft, intitulé Homeland. Chunsoft a adopté une approche particulière en n'imposant pas de frais d'abonnement. Les joueurs étaient autorisés à héberger des jeux sur leur propre système, bien que des serveurs centraux aient été maintenus par Chunsoft pour faciliter la mise en relation entre les joueurs. Dans ce contexte, le joueur hôte était désigné comme le "joueur Dieu", ayant le pouvoir de façonner le monde du jeu et de guider les autres joueurs, également appelés "questeurs", dans leur aventure. Cependant, le service de jumelage a pris fin le 30 avril 2007. Chaque partie pouvait accueillir jusqu'à 35 joueurs, et la connectivité LAN était également prise en charge,. Parallèlement, le Japon a également reçu Jikkyō Powerful Pro Yakyū 10, un jeu de baseball qui permettait l'accès à du contenu téléchargeable gratuitement, bien que le jeu en ligne ne fût pas proposé.

### Projets abandonnés
Certains développeurs avaient envisagé des modes de mise en réseau pour leurs jeux GameCube, bien que ceux-ci n'aient jamais été concrétisés. En juillet 2001, Hironobu Sakaguchi avait annoncé des plans pour intégrer la série Final Fantasy dans le jeu en ligne, soulignant que cela devrait être disponible sur toutes les plateformes, y compris la GameCube, pour être rentable. En mai 2001, Namco avait également indiqué travailler sur six titres en ligne destinés aux trois consoles de la sixième génération, incluant la GameCube. Une version du jeu Tom Clancy's Splinter Cell : Pandora Tomorrow pour GameCube comportait un mode en ligne initialement prévu. Par ailleurs, le premier opus de la série Battlefield, Battlefield 1942, avait été proposé par DICE en tant qu'exclusivité GameCube pour Nintendo. Cependant, les négociations n'ont pas abouti en raison de l'absence de stratégie en ligne de la part de Nintendo, bien que la proposition ait satisfait les parties impliquées. Des modes en réseau local (LAN) étaient également prévus pour Mario Power Tennis et F-Zero GX, mais ces projets ont ultérieurement été abandonnés,,.

## Voir également
- Connexion Wi-Fi Nintendo et WiiConnect24, les services en ligne de Nintendo pour la Wii et la DS
- Nintendo Network, le service en ligne de Nintendo pour la Wii U et la 3DS
- Nintendo Switch Online, le service en ligne payant de Nintendo pour la Switch
- SegaNet et Dreamarena
- Fonctionnalité en ligne PlayStation 2
- Xbox Live